# Nicholas Alexander Chavez
Nicholas Alexander Chavez (* 6. September 1999 in Houston) ist ein amerikanischer Schauspieler.

## Leben und Karriere
Chavez wurde in Houston, Texas geboren, aber wuchs in Denver, Colorado auf. Dort entdeckte er die Schauspielerei für sich, als er in der High School für einen kranken Mitschüler einsprang, Atticus Finch in Wer die Nachtigall stört zu spielen. Er studierte Schauspiel an der Mason Gross School of the Arts, dem Konservatorium der Rutgers University in New Jersey und lernte im Killian’s Workshop in Los Angeles und dem Visionbox Studio Theatre in Denver.
Chavez erlangte seine erste Fernsehrolle in der Seifenoper General Hospital als Spencer Cassadine, eine Rolle, die dort bereits seit 2006 existierte und von mehreren Kinderdarstellern gespielt worden war. Chavez übernahm sie von Nicolas Bechtel und war ab Juli 2021 zu sehen. Für die Rolle wurde er 2022 mit einem Daytime Emmy ausgezeichnet und 2023 für einen weiteren nominiert. Nachdem er von Ryan Murphy für Monster: Die Geschichte von Lyle und Erik Menendez als Lyle Menendez besetzt worden war, setzte er für den Dreh 2023 General Hospital aus, wo er im Januar 2024 zuletzt zu sehen war. Erst danach im April bestätigte er, dass er dorthin vorerst nicht zurückkehren werde. Im September 2024 erschien er in Monster und in Murphys nächster Serie Grotesquerie.

## Filmografie
- 2021–2024: General Hospital (Fernsehserie, 358 Episoden)
- 2022: Crushed
- 2024: Monster: Die Geschichte von Lyle und Erik Menendez (Monsters: The Lyle and Erik Menendez Story, Fernsehserie, 8 Episoden)
- 2024: Grotesquerie (Fernsehserie, 10 Episoden)

## Auszeichnungen und Nominierungen
für General Hospital
- 2021 SoapHub Awards: Auszeichnung als Lieblings-Newcomer, Nominierung als Lieblingsschauspieler in General Hospital
- 2022 Daytime Emmys: Auszeichnung als Herausragender Jungdarsteller in einer Dramaserie
- 2023 Daytime Emmys: Nominierung als Herausragender Nebendarsteller in einer Dramaserie